# Powiat Kitamatsuura
Powiat Kitamatsuura (jap. 北松浦郡 Kitamatsuura-gun) – powiat w Japonii, w prefekturze Nagasaki. W 2024 roku liczył 16 026 mieszkańców.

## Miejscowości
- Ojika
- Saza